# La Lonja de la Seda

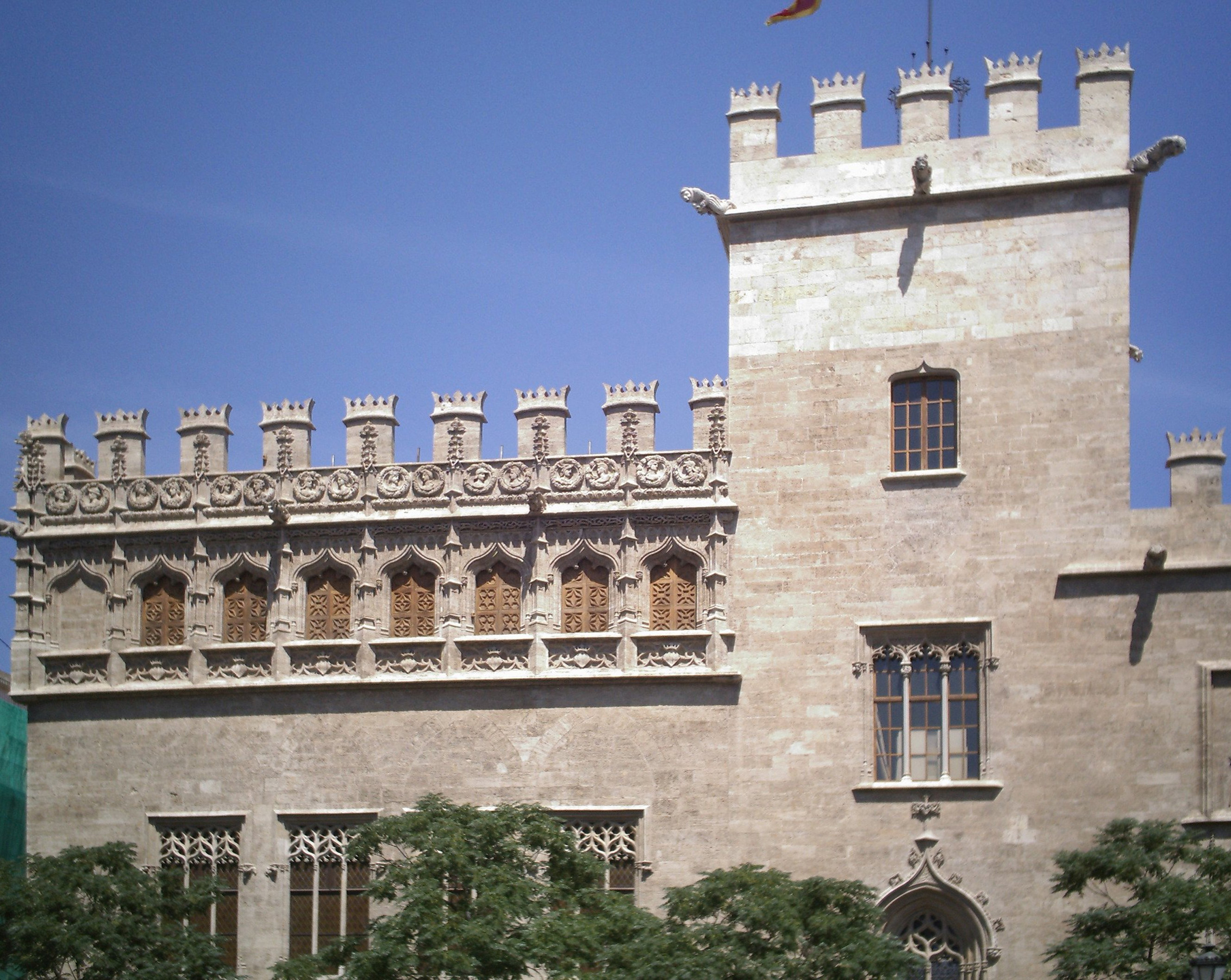
Llotja de la Seda

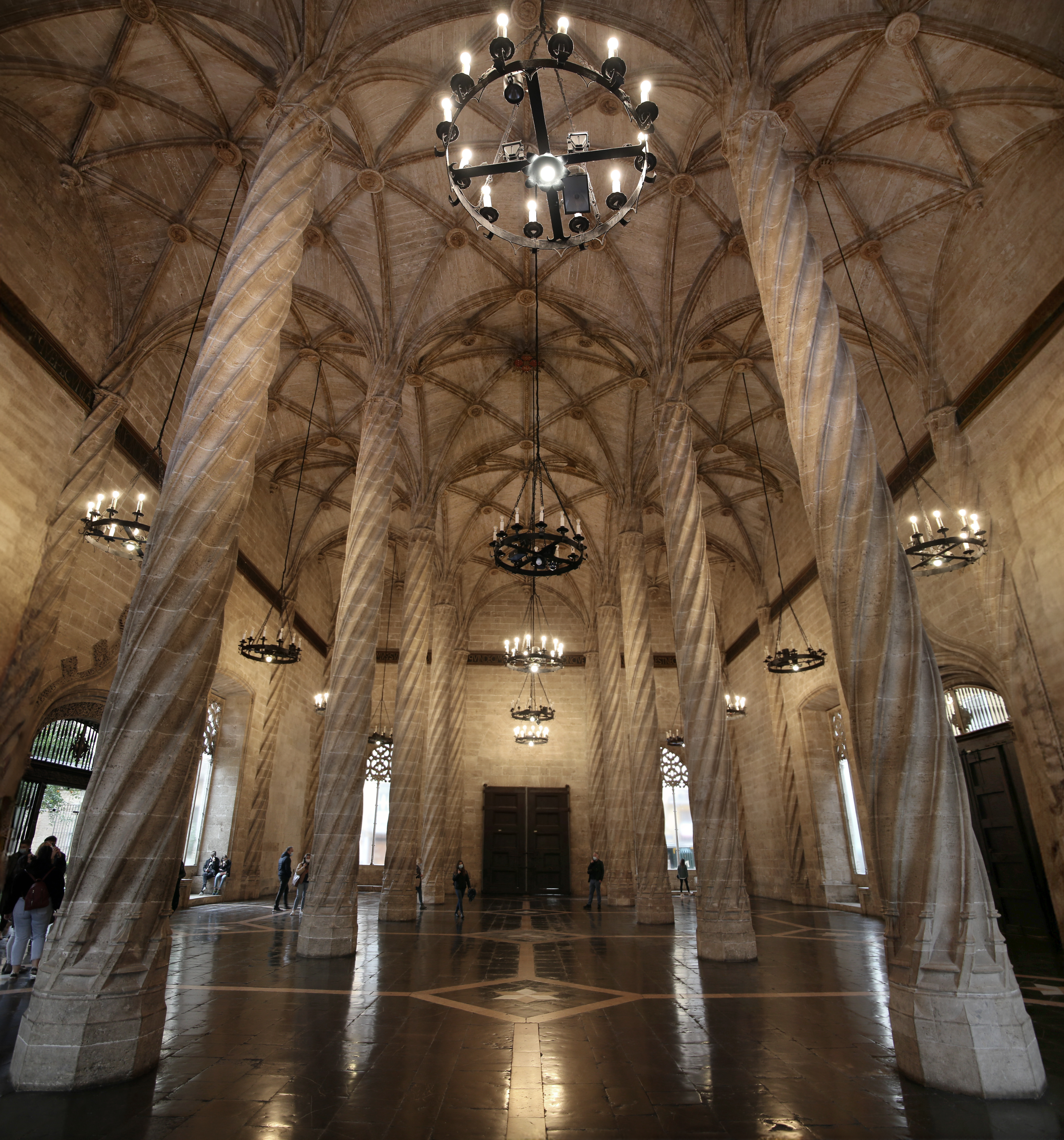
Kolonnsalen

La Lonja de la Seda, på valencianska Llotja de la Seda (översatt Silkesbörsen), är en sengotisk byggnad i staden Valencia i Spanien, uppförd mellan 1482 och 1548. Den är en av de största turistattraktionerna i staden och är sedan 1996 ett världsarv.

## Historia
Bakom den nuvarande byggnaden fanns en tidigare från 1300-talet som kallades Oljebörsen (på valencianska Llotja de l'Oli, på spanska Lonja del Aceite). Den användes inte bara för handel med olja utan för all typ av handel. Den kommersiella utvecklingen i Valencia som nådde ett maximum under 1400-talet ledde till att den nuvarande byggnaden uppfördes. Designen av den hämtades från en liknande byggnad på Palma de Mallorca, byggt av arkitekten Guillem Sagrera år 1448. Arkitekten som ledde bygget av den nya börsen var Pere Comte (1447–1506), som byggde huvuddelen av byggnaden - Handelssalen (valenciska: Sala de Contractaciö) - på endast femton år (1483–1498). Så är det skrivet i ett blått band som går runt alla fyra väggar i salen, även kallad Kolonnsalen. Den proklamerar i gyllene bokstäver följande:
| ” | Inclita domus sum annis aedificata quindecim. Gustate et videte concives quoniam bona est negotiatio, quae non agit dolum in lingua, quae jurat proximo et non deficit, quae pecuniam non dedit ad usuram eius. | „ |

Vilket kan översättas till:
| ” | Jag är ett värdigt hus byggt på 15 år. Försök att se, medborgare, hur förhandlingar i en så god sak när det inte finns någon lögn i talet, när svär de nära och inte förleder honom, när det inte lånas pengar mot ränta för sin användning. Köpmännen som agerar på detta sätt kommer att leva i överflöd och kommer att till slut åtnjuta det eviga livet. | „ |

Enligt Joan Francesc Mira, bosatt i Valencia, visar inskriptionen att det inte är nödvändigt att vara protestant eller utlänning för att lägga grunden för en god handel; det visade även på föreningen mellan etik och ekonomi.
Andra byggnads- och dekoreringsarbeten pågick fram till 1548, såsom Consolat del Mar (Havskonsulatet), en renässansbyggnad sammanbyggd med La Lonja. Under de följande århundradena fungerade staden som centrum för sidenhandeln. 